# Mephitis
Genre
Mephitis est un genre de moufettes comprenant deux espèces :
- Mephitis macroura — mouffette à capeline, moufette à longue queue[1]
- Mephitis mephitis — mouffette rayée